# Raasatunturi
Raasatunturi är ett berg i Finland. Det ligger i Enontekis i landskapet Lappland, i den norra delen av landet, 1 000 km norr om huvudstaden Helsingfors. Toppen på Raasatunturi är 950 meter över havet.
Terrängen runt Raasatunturi är huvudsakligen kuperad.  Trakten runt Raasatunturi är nära nog obefolkad, med mindre än två invånare per kvadratkilometer. Närmaste större samhälle är Kilpisjärvi, 7,1 km sydost om Raasatunturi. Omgivningarna runt Raasatunturi är i huvudsak ett öppet busklandskap.